# René Caillié
Pour les articles homonymes, voir Caillé (homonymie) et René Caillé.
René Caillié ou René Caillé, né le 19 novembre 1799 (28 Brumaire An VIII) à Mauzé-sur-le-Mignon (Deux-Sèvres) et mort le 17 mai 1838 à La Gripperie-Saint-Symphorien (Charente-Maritime), est un explorateur français, figure emblématique de l'exploration africaine. Il est surtout connu pour avoir été le premier Européen à atteindre Tombouctou et à en revenir vivant, exploit qui a fait de lui une célébrité à son époque.

## Biographie

### L'enfance et la jeunesse
René Caillié naît dans les Deux-Sèvres le 19 novembre 1799 (28 brumaire an VIII) à Mauzé-sur-le-Mignon,. C'est un homme du peuple, fils d'un ouvrier-boulanger. Son père, François, originaire de Sainte-Hermine, en Vendée, est venu s'installer à Mauzé-sur-le-Mignon une dizaine d'années auparavant comme ouvrier-boulanger chez Mathurin Lépine. En 1791, il épouse Anne Lépine, la fille de son patron. Rapidement, ils ont un garçon, prénommé François, puis une fille, Célestre, et trois autres enfants qui meurent en bas âge. René est le sixième enfant de la famille.
On dit que son père aimait mieux le vin que la pâte. Un matin, un aubergiste de Marsais découvre qu'on lui a volé deux écus de trois livres. François Caillé, complètement ivre, a passé la nuit dans son l'auberge. Plusieurs histoires d'ivrogne l'avaient déjà mis dans de mauvaises situations. On l'accuse de ce vol et il est condamné à 12 ans de bagne. Le 23 mars 1800 (2 Germinal an VIII), il est inscrit sur le registre d'écrou du bagne de Rochefort.
Certains biographes, défenseurs de l'explorateur, clamèrent l'innocence de ce père, ce qui n'a pas été avéré. En revanche, la plupart des biographes posent la volonté de redorer le blason familial comme l'un des motifs du voyage de Caillié.
Pour se rapprocher de son mari et tenter de l'apercevoir quelquefois, Anne Lépine va vivre à Rochefort avec son fils René. Un jour René pourra voir son père dans une file de forçats. François Caillé meurt d'épuisement à 46 ans au bagne de Rochefort en 1808. À onze ans, René devient orphelin car sa mère meurt en 1811, à l'âge de 38 ans.
René et sa sœur Céleste, alors âgée de 18 ans, sont recueillis par leur grand-mère maternelle à Mauzé. Le jeune garçon fréquente l'école de M. Mirambeau, au Breuil-Barrabin. On peut penser que l'instituteur nota la vive intelligence et l'application de cet élève.
Il est, dès son plus jeune âge, fasciné par la lecture de Robinson Crusoé de Daniel Defoe,. Sa grand-mère meurt le 10 octobre 1815. Au printemps suivant, il apprend que le gouvernement a décidé de reprendre possession du Sénégal que les Anglais auraient dû restituer en vertu du traité de Paris, mais qu'ils continuent d'occuper. De plus, René Caillié connait bien un des aspirants de 1re classe désignés pour l'expédition. Il s'agit de Joseph Savary, le second fils du contre-amiral qui a pris sa retraite à Mauzé, et il va se remettre au service de ce jeune officier de 22 ans.
Le 27 avril 1816, il quitte Mauzé, à pied, pour la ville de Rochefort, distante de 40 km, avec 60 francs en poche reçus de sa grand-mère, sa ceinture et une paire de souliers neufs.

### Ses premiers voyages

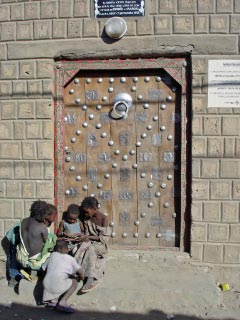
La maison Caillié à Tombouctou, où l'explorateur fut hébergé.

Désirant parcourir des terres inconnues, il embarque comme membre d’équipage de la gabare La Loire, un des quatre navires de l'escadre de la frégate La Méduse partie pour reprendre possession, selon les termes des Traités de Paris de 1814 et 1815, de la colonie française de Saint-Louis du Sénégal alors aux mains des Britanniques. L'escadre quitte son mouillage près de l'Île d'Aix au nord de l’embouchure de la Charente le 17 juin 1816. La Méduse part en tête et échoue sur le Banc d’Arguin au large de la côte de la Mauritanie actuelle. Quelques survivants sont recueillis par les autres navires. Ce naufrage marqua les esprits et inspira la célèbre œuvre de Théodore Géricault, Le Radeau de La Méduse. "La Loire s'étant heureusement écartée de la route que suivait La Méduse, arrive sans incident à Saint-Louis",. Quand les trois bateaux restants arrivent à Saint-Louis, il s’avère que le gouverneur britannique n'est pas prêt à leur remettre la colonie. Ils poursuivent donc leur route vers le sud et mouillent au large de l'île de Gorée, près de Dakar.
Caillié passe quelques mois à Dakar, qui n'est alors qu'un village, avant de retourner par la mer à Saint-Louis. Là, il apprend qu'une expédition anglaise, menée par le Major William Gray, s’apprête à quitter la Gambie pour explorer l'intérieur du continent. Caillié s'élance le long de la côte avec deux compagnons pour offrir ses services, pensant faire les 300 km à pied, mais la chaleur et le manque d’eau sont trop épuisants. Il abandonne son idée et s’embarque plutôt sur un navire de commerce pour une traversée gratuite de l'Atlantique jusqu'en Guadeloupe. Sur l'île, il trouve du travail pour six mois, et lit le récit de l'exploration du Moyen Niger par Mungo Park dans ce qui est aujourd’hui le Mali. Celui-ci avait été le premier Européen à atteindre le fleuve Niger et à visiter les villes de Ségou, Sansanding et Bamako. Un récit de son premier voyage (1795-97) avait été publié en français en 1799. Park se lança dans une seconde expédition en 1805, mais il mourut noyé lors de la descente de rapides sur le Niger près de Bussa, dans le Nigeria actuel. Un récit du second voyage avait été publié en anglais en 1815. Caillé rentre de Pointe-à-Pitre à Bordeaux.
Caillié repart pour le Sénégal et débarque à Saint-Louis à la fin de 1818. Il se joint à une caravane, dirigée par M. Partarrieu, partant au secours du major Gray, retenu en captivité. Ce sont des marches pénibles, il connait tous les dangers et la souffrance de la soif, mais il apprend la culture africaine et la vie du désert. Arrivés auprès de Gray sans réussir à le délivrer, ils parviennent difficilement au fort Bakel d'où, terrassé par la fièvre, Caillé doit être évacué sur Saint-Louis par un bateau qui descendait le fleuve Sénégal. Il rentre en France dans un état de santé déplorable.
Il débarque à Lorient et pendant quatre ans, il fera plusieurs voyages aux Antilles pour le service de la Maison Sourget, qui fait le commerce des vins. Il emploie ces quatre années à parfaire ses connaissances en toutes matières et à étudier les relations des voyages précédents.

### Périple à Tombouctou

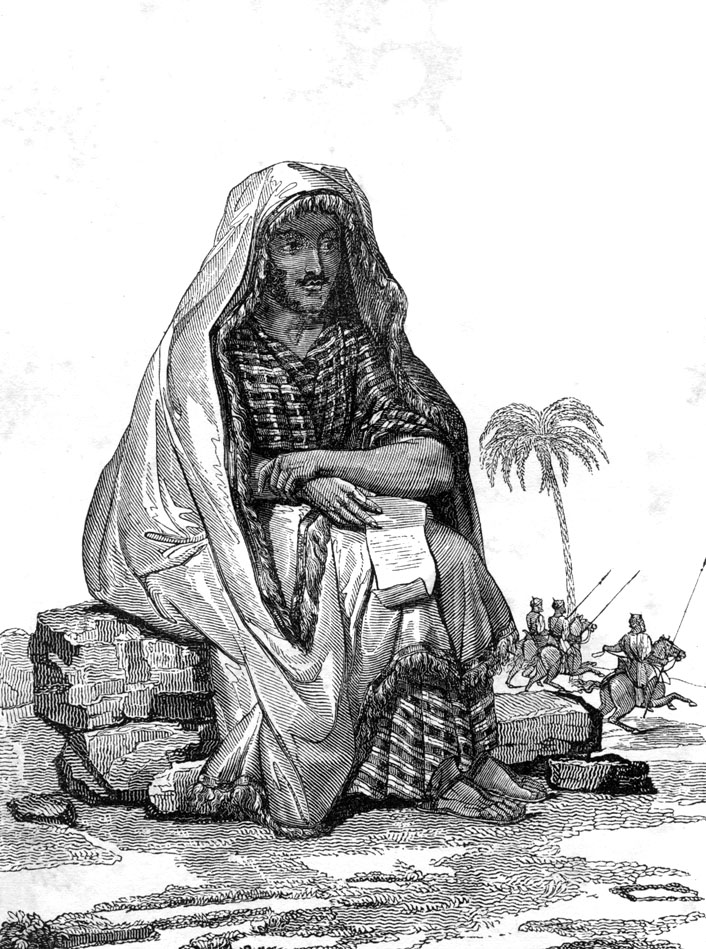
René Caillié en habit arabe.

En 1824, il retourne à Podor au Sénégal qui est alors un comptoir défendu par un fort construit en 1744 par Pierre Barthélémy et sera reconstruit reconstruit en 1854 par le Général Louis Faidherbe. Cette infrastructure avait pour but d'assurer une présence française sur le fleuve et à l'intérieur du Sénégal. En 1824, René Caillié tente d'obtenir un accord pour exploiter l'intérieur du pays. Dans son journal, il écrit : "J'insistai pour partir et j'ajoutai que si le gouvernement n'accueillait pas mes offres, je voyagerai plutôt par mes propres moyens. Cette détermination fit impression sur l'esprit du gouverneur qui m'accorda quelques marchandises pour aller vivre chez les Braknas, y apprendre la langue arabe et la pratiques du culte des Maures afin de parvenir plus tard, en trompant leur jalouse défiance, à pénétrer plus facilement à l'intérieur de l'Afrique. " L'aide du gouverneur lui permet de passer un an avec les Maures braknas, au nord du fleuve Sénégal, dans l'actuelle Mauritanie, d'août 1824 à mai 1825, pour apprendre la langue arabe et la religion musulmane. Au retour, il se fait appeler "Abd Allah" et il peut tenter l'aventure de rejoindre Tombouctou, la ville mystérieuse du centre de l'Afrique, rendue mythique par les récits des voyageurs arabes du Moyen Âge tels Ibn Battûta et interdite aux chrétiens, et dont nul Européen n'est jamais revenu. La Société de géographie de Paris offrait alors une récompense de 10 000 francs au premier Européen à revenir de Tombouctou, que l’on imaginait être une ville aussi fastueuse et merveilleuse qu'à l'époque de Kanga Moussa. Avant cela, il recherche un financement de son expédition, financement qu'il trouve comme directeur d'une fabrique d'indigo en Sierra Leone. Ayant économisé sur son salaire, il achète différent objet de troc et un parapluie. Ce parapluie lui sera bien utile et assurera son prestige lors de rencontre des populations.
Comme l'a fait Jean Louis Burckhardt (1784-1817) juste avant lui au Levant, il s'invente une nouvelle identité de musulman, qu'il endossera durant son voyage pour éviter de se faire tuer. Il se fera passer pour un musulman Egyptien, enlevé enfant par les Français et désireux de rejoindre son pays et les siens. Ce chemin passant par Tombouctou.
Parti de Boké sur le Rio Nunez en Guinée, le 19 avril 1827, il se dirige vers l’est le long du massif de Fouta-Djalon, passe les sources du Sénégal et franchit le cours supérieur du Niger à Kurussa. Toujours vers l’est, il atteint Tiémé dans l'actuelle Côte d'Ivoire, où il est ensuite retenu cinq mois — gravement atteint du scorbut — (3 août 1827 - 9 janvier 1828). Il reprend alors son voyage vers le nord-est et atteint la ville de Djenné où il reste du 11 au 23 mars. Il prend ensuite un bateau pour Tombouctou qu’il atteint le 20 avril 1828 et est déçu de trouver une cité tombant quelque peu en ruine,. Le 4 mai, il se joint à une caravane traversant le Sahara pour aller au Maroc et atteint Fès le 12 août. C'est finalement cette ville qu'il qualifie de « la ville la plus belle qu'[il ait] vue en Afrique ». De Tanger il s’embarque finalement pour la France.

### Son retour en Europe

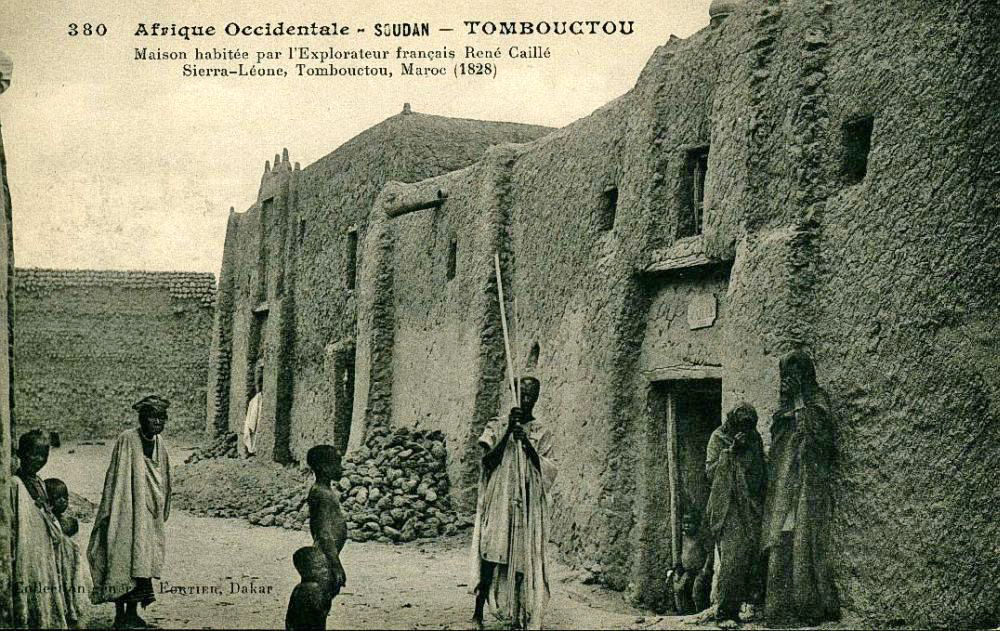
Carte postale d'Edmond Fortier montrant la maison où René Caillié a vécu à Tombouctou telle qu'elle était visible en 1905–06.

Son retour en France en 1830, à travers le désert du Sahara puis le Maroc, est un véritable calvaire. René Caillié  ne fut pas le premier Européen à entrer dans Tombouctou. Avant lui, Paul Imbert, poitevin comme lui, y pénétra en tant qu'esclave du pacha Ammar el Feta, à l'époque du sultanat de Zaidan el-Nasir, dans la première moitié du XVIIe siècle. Juste avant Caillié, un officier britannique, le major Alexander Gordon Laing, atteignit Tombouctou en septembre 1826, mais fut tué au moment de quitter la ville. Caillié est donc celui qui remplit la condition de revenir de Tombouctou et il reçoit de la Société de géographie le prix de 10 000 francs-or, ainsi que le Grand Prix des explorations et voyages de découvertes, partagé symboliquement avec le major Alexander Gordon Laing. Son exploit vaut aussi à René Caillié la Légion d'honneur et une pension.
Il publie en 1830 son Journal d'un voyage à Temboctou et à Jenné, dans l'Afrique centrale, précédé d'observations faites chez les Maures Braknas, les Nalous et autres peuples ; pendant les années 1824, 1825, 1826, 1827, 1828 (Paris, Imprimerie Royale, 1830), avec le concours d'Edme François Jomard, qui lui assurera une grande renommée. Les Anglais ont contesté la véracité de ses écrits et de son voyage. Les attaques de ses détracteurs lui sont très pénibles, il clôt ainsi son journal : « Quoi qu'il en soit, j'avouerai que ces injustes attaques me furent plus sensibles que les maux, les fatigues et les privations que j'avais éprouvés dans l'intérieur de l'Afrique ». Ses écrits sur Tombouctou seront confirmés par le voyageur allemand Heinrich Barth en 1858, encore que ce dernier soit très critique vis-à-vis de la qualité des observations de Caillié.
Caillié écrit à son arrivée en France « Ceux qui ont été longtemps absents de leur pays, et qui ont pu craindre de ne jamais y rentrer, ceux-là peuvent se faire une idée de ce que j'éprouvai en revoyant cette chère patrie ! ». Le public l'oublie vite et, alors qu'il est devenu maire de Champagne, il semble s'ennuyer sur son domaine de La Baderre (devenu l'Abadaire) sur la commune de La Gripperie-Saint-Symphorien. Il rêve de partir une nouvelle fois en Afrique.
Il meurt sur ses terres le 17 mai 1838, usé par son périple, des suites d'une maladie contractée en Afrique (sans doute d'une maladie du sang apportée par le paludisme) et est enterré dans la commune voisine de Pont-l'Abbé-d'Arnoult.

### Legs

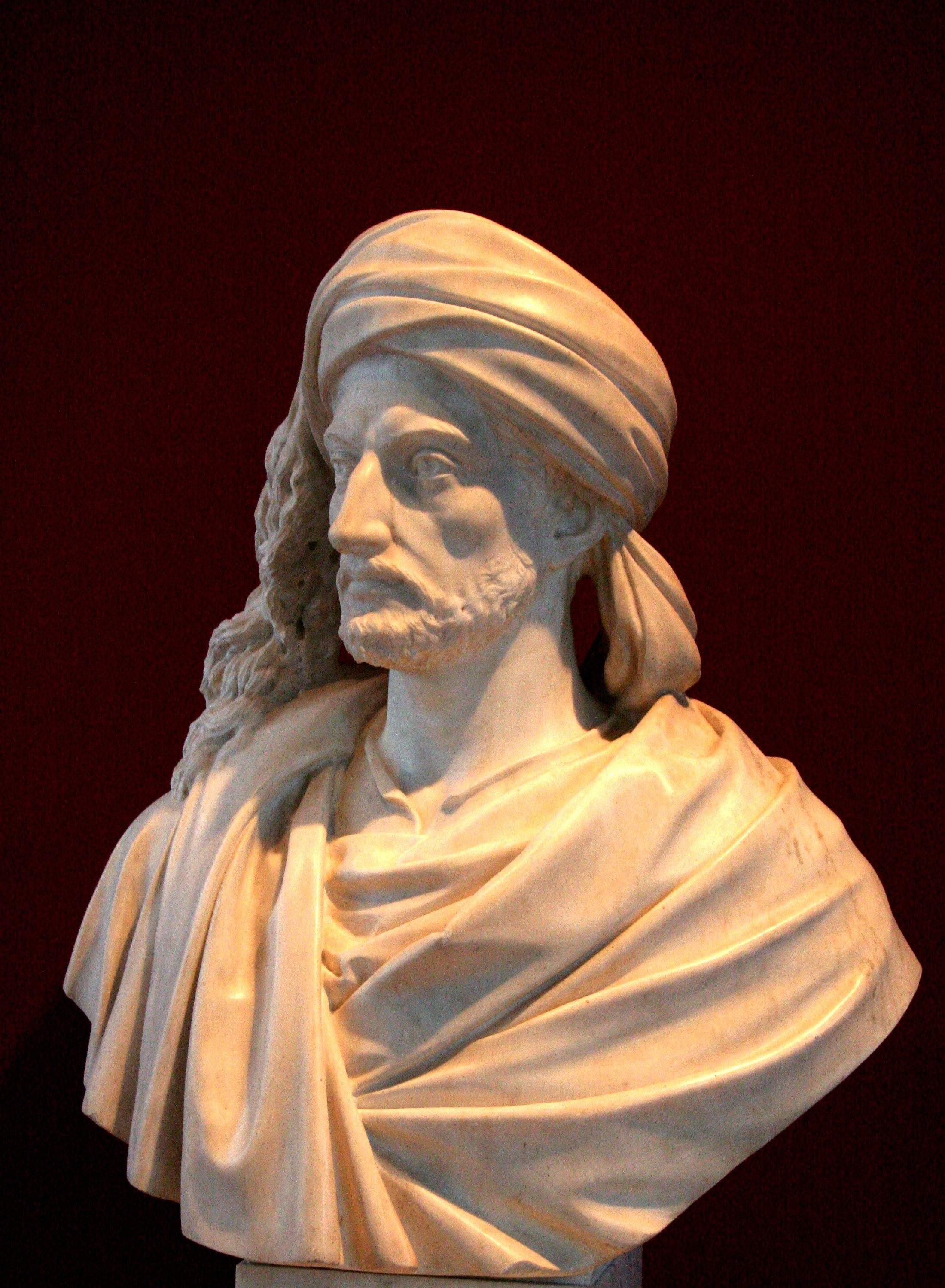
Buste de René Caillié par Alexandre Oliva, (musée Bernard-d'Agesci à Niort).

Le voyage de René Caillié a été interprété de différentes façons. Jules Verne le qualifie du « plus intrépide voyageur des temps modernes » Il est admiré comme ouvreur de l'empire colonial français africain à la fin du XIXe siècle et au début du XXe siècle ; ainsi, en 1885, ses biographes E. Goepp et E. Cordier écrivent ceci :
« [René Caillié] a été le précurseur des grandes choses qui, plus de cinquante ans après lui, s'accomplissent sous nos yeux. Il n'a pas créé de mer, ni percé d'isthme ; mais il a tracé une route, et cette route que durant de longs mois il a parcourue douloureusement au prix de fatigues inouïes, voilà que déjà nous pouvons prévoir le jour, où sillonnée par des machines à vapeur, elle nous livrera toutes les richesses de l'Afrique centrale. »
Il a été plus récemment considéré comme le premier « africaniste » : respectueux des hommes et civilisations qu'il a rencontrés, il dénonce l'esclavage et la condition des femmes.
Son récit de voyage (voir bibliographie), constitue une peinture minutieuse « des paysages naturel et culturel rencontrés » : de la géographie des pays traversés, de leur faune et de leur flore, des mœurs de leurs populations, etc.
Sa ville natale, Mauzé-sur-le-Mignon, organise chaque année la Fête à Caillié et le Festival de l'Aventure individuelle où est décerné le prix René Caillié des écrits de voyages ainsi qu'une bourse de l'aventure.
Quoiqu'il ne soit plus très connu en France ailleurs que dans sa région natale, l'explorateur reste connu et étudié dans trois des pays qu'il a traversés : la Guinée, la Côte d'Ivoire et le Mali.
En 1982, une expédition de la Société de Géographie (Paris), à l’initiative d’Alain Kerjean, reconstitua le voyage de Caillié des côtes de la Guinée jusqu’à Tombouctou.